# Општина Фађецелу (Олт)
Фађецелу (рум. Făgeţelu) општина је у Румунији у округу Олт.
Oпштина се налази на надморској висини од 308 m.